# Baibars

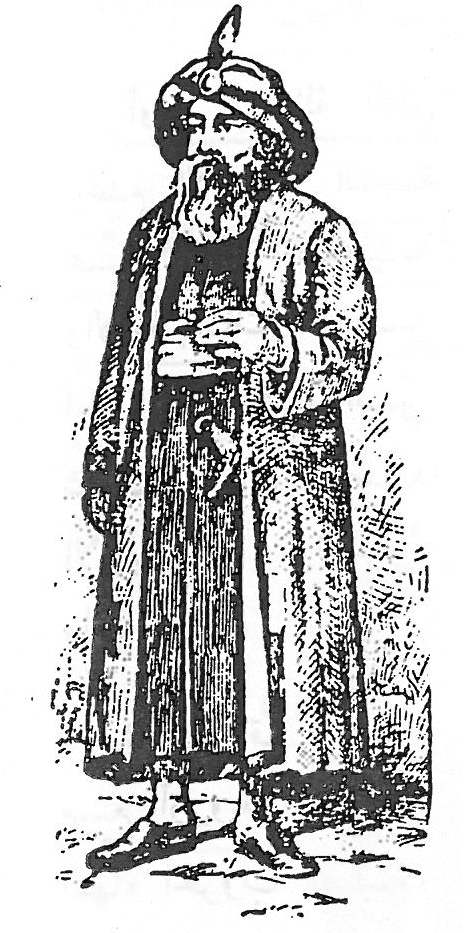
Teckning av Baibars.

Baibars al-Bunduqdari (arabiska بيبرس البندقداري ), eller Baibars eller Baibar, född 1223 på Krim, död 1 juli 1277 i Damaskus, var sultan av mamluksultanatet i Egypten. 
Baibars var kiptjak och skall ha tillfångatagits av mongoler som sålde honom som slav i Syrien, och han hamnade senare i Egypten som livvakt åt As-Salih Ayyub. 1250 hjälpte han Izz al-Din Aybak att bemäktiga sig tronen, men flydde därefter till Syrien. Efter Aybaks död återvände han till Egypten och innehade under hans efterträdare höga befälsposter i striderna mot mongolerna om Syrien samt utmärkte sig särskilt i den avgörande drabbningen vid Ain Djalut. På återvägen till Egypten röjde Baibars sin herre Saif ad-Din Qutuz ur vägen och lät utropa sig till sultan och drog utan motstånd in i Kairo 1260. 
Han blev nu herre över ett stort men vacklande välde, vilken i Afrika hotades av berber och nubier, i Asien av turkar och korsfarare, medan assassiner i Syrien ökade den inre osäkerheten. Gentemot tronpretendenter av aijubidernas och aliderna parti stärkte han sin ställning genom att erbjuda en vid Bagdads fall (1258) undkommen abbasid en fristad i Kairo, där han lät hylla honom som kalif men höll honom helt under sitt inflytande, liksom fallet blev under följande mamluksultaner. Baibars förstod att underhålla vänskapliga förbindelser med flera kristna furstar men bekrigade korsfararna, erövrade efter sju krigståg Antiokia 1268 och bekämpade tempelherre- och johanniterordnarna. Mot nubier och berber var han segerrik och lyckades även kuva assassinerna. Baibers var en utmärkt organisator, slug och hänsynslös politiker som personlig ovanligt djärv och tapper.
Hans äventyrsfyllda liv har av folkfantasin utmålats i riddarromanen "al-Sirah al-Zahiriya" (al Zahirs liv) och i romantrilogin "Brödraskapet".